# Планета (премія)
Премія Планета (ісп.: Premio Planeta de Novela) — літературна нагорода, що вручається щорічно з 1952 року за найкращий роман іспанською мовою.

## Лауреати
- Хуан Хосе Міра (1952)
- Сантьяго Лорен (1953)
- Ана Марія Матуте (1954)
- Антоніо Прієто Мартін (1955)
- Кармен Курц (1956)
- Еміліо Ромеро Гомес (1957)
- Фернандо Бермудес де Кастро (1958)
- Андрес Босч (1959)
- Томас Сальвадор (1960)
- Торкуато Лука де Тена (1961)
- Анхель Васкес Моліна (1962)
- Луїс Ромеро (1963)
- Конча Алос (1964)
- Родріго Рубіо (1965)
- Марта Порталь (1966)
- Анхель Марія де Лера (1967)
- Мануель Ферранд (1968)
- Рамон Сендер (1969)
- Маркос Агініс (1970)
- Хосе Марія Хіронелья (1971)
- Хесус Сарате (1972)
- Карлос Рохас Віла (1973)
- Хав'єр Бенгерель (1974)
- Мерседес Салісачс (1975)
- Хесус Торбадо (1976)
- Хорхе Семпрун (1977)
- Хуан Марсе (1978)
- Мануель Васкес Монтальбан (1979)
- Антоніо Ларрета (1980)
- Крістобаль Сарагоса (1981)
- Хесус Фернандес Сантос (1982)
- Хосе Луїс Олайсола (1983)
- Франсіско Гонсалес Ледесма (1984)
- Хуан Антоніо Вальєхо-Нахера (1985)
- Теренсі Мош (1986)
- Хуан Еслава Галан (1987)
- Гонсало Торренте Бальєстер (1988)
- Антоніо Гала (1990)
- Антоніо Муньйос Моліна (1991)
- Фернандо Санчес Драго (1992)
- Маріо Варгас Льйоса (1993)
- Каміло Хосе Села (1994)
- Фернандо Х. Дельгадо (1995)
- Фернандо Шварц (1996)
- Хуан Мануель де Прада (1997)
- Кармен Посадас (1998)
- Еспідо Фрейре (1999)
- Маруха Торрес (2000)
- Роса Регас (2001)
- Альфредо Брайс (2002)
- Антоніо Скармета (2003)
- Лусія Ечеваррія (2004)
- Марія де ла Пау Ханер (2005)
- Альваро Помбо (2006)
- Хуан Хосе Мільяс (2007)
- Фернандо Саватер (2008)
- Анхелес Касо (2009)
- Едуардо Мендоса (2010)
- Хав'єр Моро (2011)
- Лоренсо Сільва (2012)
- Клара Санчес (2013)
- Хорхе Сепеда Паттерсон (2014)
- Алісія Хіменес Бартлетт (2015)
- Долорес Редондо (2016)
- Хав'єр Сіерра (2017)
- Сантьяго Постехільйо (2018)
- Хав'єр Серкас (2019)
- Ева Гарсія Саенс де Уртурі (2020)
- Кармен Мола (2021)
- Лус Габас (2022)